# Mazinghien
Mazinghien là một xã ở tỉnh Nord ở miền bắc nước Pháp. Xã này có diện tích 9,01 km², dân số năm 1999 là 302 người. Xã nằm ở khu vực có độ cao từ 143-161 mét trên mực nước biển.